# Японский волосозуб
Японский волосозуб (лат. Arctoscopus japonicus) — вид морских лучепёрых рыб из семейства волосозубовых.

## Внешний вид и строение
Длина тела 14 см, максимальная — 30 см, наибольший зарегистрированный вес — 200 г.
Обладает коротким (10—13 лучей) и высоким первым спинным плавником. Голова сверху плоская. Рот большой, почти вертикальный. Губы бахромчатые. Туловище лишено чешуи, боковая линия неразличима. Окрас пёстрый и яркий. На спине множество коричневатых пятен неправильной формы, грудные плавники и бока жёлтые, а брюхо светлое с зеленоватым отливом. Нижняя часть головы и грудных плавников, а также брюшные плавники розоватые. Задняя часть хвостового плавника темная, а спинные плавники с продольными чёрными полосами. У японского волосозуба зубы острые и тонкие, расположенные полосками на челюстях и сошнике. На нёбной кости зубов нет. На подкрышечной кости пять шипов.

## Распространение и места обитания
Водится в Жёлтом, Японском и Охотском морях.

## Размножение
Нерест проходит в ноябре — декабре. При этом японские волосозубы подходят к самому берегу (глубина около 1 метра), туда, где на дне есть заросли водорослей. Самки прикрепляют к ним шаровидные мешки с крупной жёлтой икрой, в каждом из которых обычно 700—800 икринок.

## Японский волосозуб и человек
В Японии этих рыб ловят неводами, когда те подходят к берегам для размножения.